# 送熊
iomante，或拼寫作iyomante，是阿伊努文化中透過動物的死亡，將其神靈（阿伊努語羅馬化：kamuy）送回神界（阿伊努語羅馬化：kamuymosir）的儀式。這種儀式典型的被犧牲動物是棕熊。
在儀式前，被擄獲的幼年棕熊被（女性族人）悉心照顧；儀式來臨時，男性族人祭壇（阿伊努語羅馬化：nusa-san）製作祈禱棒（阿伊努語羅馬化：inau）、儀式用的箭、酒和給神靈的禮物，以便為儀式做準備。人們然後向火之神靈（阿伊努語羅馬化：ape-kamuy）祈禱，並表演舞蹈、歌曲和英雄敘事詩（阿伊努語羅馬化：Yukar）。
儀式的主要部分在第二天進行於戶外祭壇旁的儀式空間。 向各種神靈祈禱，然後用繩子套住熊的脖子，把熊從籠子裡帶出來。 人們在熊周圍舞蹈和唱歌，熊被給予食物和祈禱。男人向熊射出儀式裝飾的箭，接著儀式主持人再射出致命的箭；同時，女人們為熊哭泣。熊被勒死，然後被帶到祭壇上，人們在那裡向死去的熊贈送禮物，並再次向神靈祈禱。接著，熊被肢解，頭被帶進室內；有一個熊肉盛宴，其中有英雄敘事詩演出、舞蹈和歌曲等儀式活動。
在儀式的第三天也是最後一天，熊頭被剝皮，並用inau和禮物裝飾。 然後把它放在一根y形的棍子上，使其面向位在東方的山脈；此一部分的意義在於把熊送到山上。在另一場盛宴之後，頭骨被帶回村莊，象徵神靈回到它的世界。
在阿伊努神話中，據信神靈在儀式結束後回家，發現他們的房子裡裝滿了來自人類的禮物。 更多的禮物意味著神靈社會中更多的聲望和財富，神靈會召集他的朋友，告訴他們人類的慷慨，讓另一個神靈希望自己去人類世界。 透過這種方式，人類對神靈表示感謝，神靈將繼續給他們帶來繁榮。

## 其他族群的類似儀式
鄂温克人传统上也曾有此類儀式。

## 參看
- 熊崇拜

## 外部連結
- イオマンテ - アイヌ民族文化財団 （页面存档备份，存于）